# Torres Novas
Torres Novas es una ciudad portuguesa perteneciente al distrito de Santarém, región Centro y comunidad intermunicipal de Medio Tejo, con cerca de 14 900 habitantes (17 000 en el perímetro urbano). Pertenecía antiguamente a la antigua provincia de Ribatejo y aún es considerada como una localidad ribatejana.

## Geografía
Es sede de un municipio con 269,50 km² de área y 34 114 habitantes (2021), subdividido en diez freguesias. Los municipio están limitados al noroeste por Ourém, al este por Tomar, Vila Nova da Barquinha y Entroncamento, al sureste por la Golegã, al sur por Santarém al oeste por Alcanena.

## Demografía
| Gráfica de evolución demográfica de Torres Novas entre 1864 y 2021 |
|                                                                    |
| Datos según el nomenclátor publicado por el INE portugués.         |

## Organización territorial
El municipio de Torres Novas está formado por diez freguesias:
- Assentiz
- Brogueira, Parceiros de Igreja e Alcorochel
- Chancelaria
- Meia Via
- Olaia e Paço
- Pedrógão
- Riachos
- Santa Maria, Salvador e Santiago
- São Pedro, Lapas e Ribeira Branca
- Zibreira

## Historia
El concejo de Torres Novas data de los comienzos de la nacionalidad. Fue conquistado a los árabes por Alfonso I Henriques en 1148 teniendo, después la foral en 1190, por Sancho I. Este foral fue confirmada más tarde por otros reyes portugueses. Aparece en diversos documentos denominados "Foros de Torres Novas" reguladores de la administración de la ciudad. 
Tras la decisiva derrota castellana en la batalla de Aljubarrota, que se libró el 14 de agosto de 1385, el maestre de Avis, que llegaría a reinar en Portugal como Juan I, se apoderó de numerosos lugares que hasta entonces habían estado en poder de los castellanos. Y en un pasaje de la Crónica del rey don Juan I, como señaló Manuel Villar y Macías, consta que Alfonso López de Tejeda, que era el alcaide de la fortaleza portuguesa de Torres Novas desde 1384 y en nombre de Juan I de Castilla, se negó a entregarla a los seguidores del maestre de Avis hasta que no recibió la «autorización real» correspondiente, según consta en dicho pasaje:

Pero una fortaleza que dicen Torres novas, que tenía un Caballero de la Orden de Santiago, que decían Alfonso López de Tejeda natural de Castilla, non la pudo el Maestre Davis cobrar; antes se le defendió muy esforzadamente, fasta que sacó con él pleytesía de tres meses para lo facer saber al Rey de Castilla su señor. E así se fizo: é el Rey envió decir á este Caballero, que tenía en servicio lo que ficiera; é mandóle que entregase el logar.

En Torres Novas se realizaron dos importantes cortes: la del 1438 que fueron reunidas tras la muerte de Eduardo I, y las de 1535, en las que se asentó el contrato de casamiento de la infanta Isabel de Portugal con Carlos V. Sobre la antigüedad de Torres Novas, apenas se podrá decir que remonta a la denominación romana, pues fueron descubiertas las ruinas de una ciudad romana, la Vila Cardilium.